# جوون (شركة طيران)
جوون هي شركة طيران فرنسية سابقة، وكانت تتخذ من مطار باريس شارل ديغول مركزاً لعملياتها، بدأت عملياتها في 2017، وتوقفت بشكل نهائي في 2019 حيث قامت تم إتخاذ قرار بدمجها مع شركة الخطوط الجوية الفرنسية.